# Рудник Радуша
Рудник Радуша (мкд. Рудник Радуша) је насеље у Северној Македонији, у северном делу државе. Рудник Радуша припада градској општини Сарај града Скопља. 

## Географија
Рудник Радуша је смештен у северном делу Северне Македоније. Од најближег већег града, Скопља, насеље је удаљено 25 km западно.
Насеље Рудник Радуша је у историјској области Дервент, тј. области око Дервентске клисуре, коју правио реке Вардар између Полога и Скопског поља. Кроз насеље протиче Вардар. Северно од села издиже се планина Ветерник, док се јужно издиже Жеден. Надморска висина насеља је приближно 330 метара.
Месна клима је континентална.

## Становништво
Рудник Радуша је према последњем попису из 2002. године имао 211 становника.
Претежно становништво у насељу су Албанци (65%), док су у мањини Цигани (26%) и етнички Македонци (5%).
Већинска вероисповест је ислам.